# ماونت کوب (پنسیلوانیا)
ماونت کوب (به انگلیسی: Mount Cobb) یک منطقهٔ مسکونی در ایالات متحده آمریکا است که در پنسیلوانیا واقع شده‌است. ماونت کوب ۱٬۷۹۹ نفر جمعیت دارد.